# Canal d'Azagny
Le canal d'Azagny (Asagny) en Côte d'Ivoire relie la lagune Ébrié à la lagune de Grand-Lahou et de là l'océan Atlantique et le fleuve Bandama, en traversant le parc national d'Azagny. Sa longueur est de 18 kilomètres.
Le canal d'Azagny fut ouvert en 1923 et amélioré en 1939.  